# 車庫搖滾
车库摇滚（Garage rock）是早期摇滚乐的一种风格。指一种创作未经太多的加工或是修饰、充满激情和活力的摇滚乐，简单粗糙却更显纯粹。1963年至1967年间车库摇滚开始风靡美国和加拿大。在20世纪60年代，车库摇滚还没有被定义为一种单独的音乐风格，因此没有具体名称。在1970年代早期，一些摇滚评论家追溯称它为早期的龐克摇滚。然而，这种音乐风格后来被称为车库摇滚或60年代朋克，以免与20世纪70年代晚期的朋克摇滚乐队，如性手枪（the Sex Pistols）和冲撞乐队（The Clash）等相混淆。

## 历史
车库摇滚起源于1958年的美国。呼啸乐队（The Wailers）的"Dirty Robber"和金斯曼乐队（The Kingsmen）的"Louie, Louie"一般被认为是最早的车库歌曲。这时已经基本形成了车库摇滚的歌曲模式：尽量简单的和弦，尽量大音量的演奏，尽量短的时间，尽量笨拙的姿势以及阴暗，淫秽而隐晦的歌词。
1963年，官方榜单中涌现了更多车库乐队的单曲，其中包括Paul Revere and the Raiders（爱达荷州博伊西）、The Trashmen（明尼苏达州明尼阿波利斯）和The Rivieras（印第安纳）。其他有影响力的车库乐队，如The Sonics（塔科马），却从来没有达到过公告牌百强单曲榜。
在早期阶段，车库摇滚和Frat Rock的概念间有很大交叉。Frat Rock（另一个对朋克摇滚影响重大的风格）也是一个模糊定义的摇滚风格。精力充沛，通常是以帮会团体为主题的创作。通常仅仅被看做是车库摇滚的一个分支类型。
“英国入侵”（1964年－1966年）极大的影响了车库摇滚。当时在美国已经有大量的年轻白人摇滚乐队，只不过他们那时大多数是在玩器乐摇滚或者冲浪摇滚，要么就是有很浓的节奏布鲁斯味道的传统摇滚乐。他们还没有把注意力放在用个性化的反叛语句来创作自己的音乐。但后来他们广泛地受到了当时以布鲁斯为基础的乐队的冲击，例如滚石乐队（The Rolling Stones），奇想樂團（The Kinks），谁人乐队（The Who），動物樂團，雏鸟乐队，The Small Faces和The Pretty Things等；另一方面也受民谣摇滚的影响，特别是飞鸟乐队，鲍勃·迪伦（Bob Dylan），The Leaves等。
现在人们普遍认为，车库摇滚在商业和艺术上的顶峰都在1966年。从那之后便进入了发展的瓶颈期，从1968年和1969年开始，车库摇滚歌曲出现得越来越少。大体上来看，在1970年时车库摇滚乐队已经基本在人们的视野中消失。
通常人们对车库摇滚的印象是一群年轻又业余的乐手，他们常常在自家的车库中排练。这也很容易使人想到郊区的中产阶级生活。当然这种看法不是对所有的车库摇滚乐队都准确的。有些乐队是由郊区的中产阶级青少年组成的，还有些来自农村或城市地区，而另一些则是由青年专业音乐家组成。
这些乐队演出的水平往往是相当业余的。典型的题材是围绕悲哀的高中生活。歌词所传达的信息明显比那时一般的摇滚乐队更具侵略性，时常咆哮或大声歌唱以至于尖叫。关于所谓“说谎女孩（Lying Girls）”的歌曲特别常见。表面上看，这意味着这种音乐是非常有局限性的。但实际上，不同的车库摇滚乐队在音乐能力和个性上是相当不同的。有的乐队用粗犷的和弦和粗糙的表演来描绘自己的感情（例如The Seeds、The Keggs），也有许多乐队可以达到专业音乐家的水平（例如The Knickerbockers、The Remains和The Fifth Estate。同时，各地的车库摇滚乐队也都有自己明显的地域特征。
在这个时期，数以千计的车库乐队活跃于美国和加拿大。他们的歌曲占据了数十个国家的榜单，包括金斯曼乐队（The Kingsmen）的"Louie, Louie"（1963－1964），Count Five的"Psychotic Reaction"（1966），The Seeds的"Pushin' Too Hard"（1966），Shadows of Knight的"Gloria"（1966），Question Mark and the Mysterians的"96 Tears"（1966），The Music Machine的"Talk Talk"（1966），The Standells的"Dirty Water"（1966），The Swingin' Medallions的"Double Shot（of My Baby's Love）"（1966），The Rationals的"Respect"（1966），和 The Music Explosion的"Little Bit O'Soul"（1967）。
千百个车库摇滚乐队对乐坛形成了区域性的冲击。包括：纽约The D-Men乐队的"I Just Don't Care"（1965）、西雅图The Sonics乐队的"The Witch"（1965）、底特律Unrelated Segments乐队的"Where You Gonna Go"（1967）等等。这些乐队尽管只勉强能够进入Billboard榜单，但是已经有了足够的支持者和声望，在披头士乐队1966年的美国巡演前夕为这即将到来的疯狂预热。一些单曲甚至进入了榜单前四十。
在商业上大多数车库摇滚乐队最终都失败了。尽管这些乐队当中有相当一部分签到了大的厂牌，但他们的影响力也只能达到某个地区而不能普及。从1968年开始，在榜单上已经鲜有这种风格的乐队。在一些地方，前卫摇滚，乡村摇滚等新出现的风格开始取代车库摇滚的地位。在底特律，一直到70年代初还存在着一种比最早时猛烈得多的车库摇滚。纯粹地讲，这些风格已经是与车库摇滚不同的流派。

## 复兴
領頭的是來自紐約的The Strokes樂隊，他們在2001年發表的首張專輯《Is This It》被當年的各大音樂雜誌均評為年度最佳專輯。地下絲絨和The Doors對他們的影響是顯而易見的，而同樣來自紐約的他們的朋友“Yeah，Yeah，Yeahs”樂隊卻稱自己是來自紐約的藝術朋克三人組，這支樂隊由女主唱Karen O，吉他手Nicolas Zinner和鼓手Brian Chase組成，他們只在2001年和2002年發行了兩張EP，但卻受到評論家和歌迷的矚目，他們和The Strokes一起構成了新一代CBGB樂隊的中堅力量，和其他女主唱的樂隊不同，Karen O的演唱風格更像是女子版的Iggy Pop。